# Vyšná Sitnica

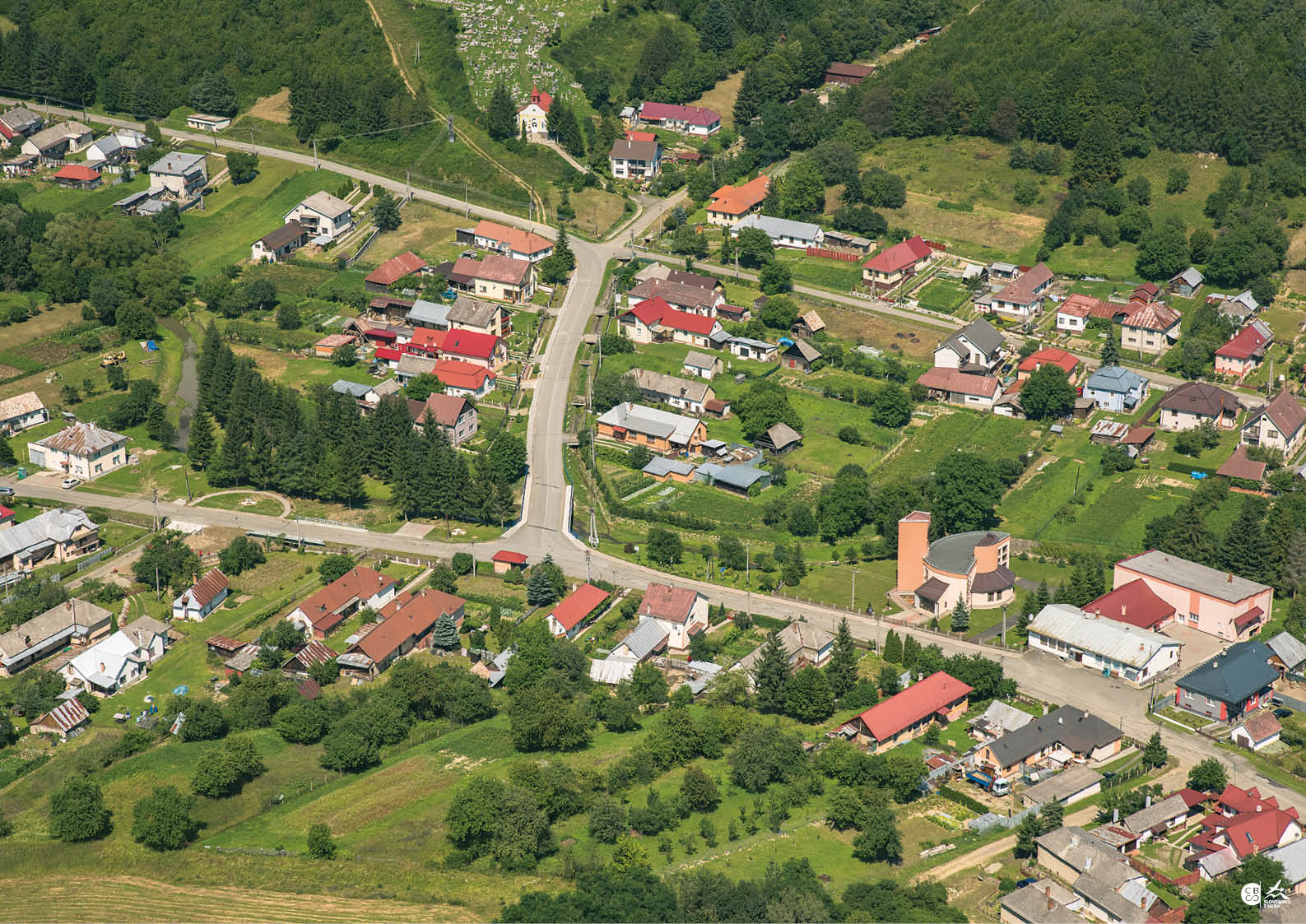
Luftbild von Vyšná Sitnica

Vyšná Sitnica (bis 1927 slowakisch Vyšná Šitnica oder „Horná Šitnica“; ungarisch Felsővirányos – bis 1907 Felsősitnyice, älter auch Felsősitnyica) ist eine Gemeinde im Osten der Slowakei mit 325 Einwohnern (Stand: 31. Dezember 2024), die zum Okres Humenné, einem Kreis des Prešovský kraj, gehört. Sie ist Teil der traditionellen Landschaft Zemplín.

## Geographie
Die Gemeinde befindet sich in den Niederen Beskiden am Übergang vom westlich gelegenen Bergland Ondavská vrchovina in das östlich liegende Bergland Laborecká vrchovina, im unteren Tal des Baches Sitnička, einem Nebenfluss der Oľka im Einzugsgebiet der Ondava. Das Ortszentrum liegt auf einer Höhe von 193 m n.m. und ist 25 Kilometer von Humenné entfernt.
Nachbargemeinden sind Ruská Poruba im Norden, Ruská Kajňa im Nordosten, Pakostov im Osten, Nižná Sitnica im Süden und Südwesten, Ďapalovce und Piskorovce im Westen und Rohožník und Prituľany im Nordwesten.

## Geschichte
Vyšná Sitnica entstand durch Ausgliederung aus dem Gemeindegebiet von Nižná Sitnica und wurde erstmals 1408 als Kyssythnicze schriftlich erwähnt. Weitere historische Bezeichnungen sind unter anderen Kiszethnycze (1454), Žitnicza (1773) und Horní Žitnice (1808). Das Dorf war Teil des Herrschaftsgebiets von Stropkov, ab dem 18. Jahrhundert war es Besitz der Familie Vécsey sowie Szinnyey im späten 19. Jahrhundert. 1715 gab es eine Mühle, zwei verlassene und sieben bewohnte Haushalte. 1787 hatte die Ortschaft 29 Häuser und 259 Einwohner, 1828 zählte man 33 Häuser und 252 Einwohner, die als Holzfäller, Weber und Arbeiter in einer Säge (ab 1880) tätig waren.
Bis 1918 gehörte der im Komitat Semplin liegende Ort zum Königreich Ungarn und kam danach zur Tschechoslowakei beziehungsweise heute Slowakei. Auch in der Zeit der ersten tschechoslowakischen Republik verblieben die Einwohner bei traditionellen Erwerbstätigkeiten. Während des Zweiten Weltkriegs setzten NS-deutsche Truppen das Dorf in Brand und verbrannten drei Einwohner. Nach dem Zweiten Weltkrieg pendelte ein Teil der Einwohner zur Arbeit in Industriebetriebe in der Umgebung sowie in Košice, während andere als privat organisierte Landwirte arbeiteten.

## Bevölkerung
| Jahr                | 1994 | 2004     | 2014    | 2024     |
| ------------------- | ---- | -------- | ------- | -------- |
| Anzahl der Personen | 458  | 410      | 382     | 325      |
| Unterschied         |      | −10,48 % | −6,82 % | −14,92 % |

| Jahr                | 2023 | 2024    |
| ------------------- | ---- | ------- |
| Anzahl der Personen | 326  | 325     |
| Unterschied         |      | −0,30 % |

Nach der Volkszählung 2011 wohnten in Vyšná Sitnica 387 Einwohner, davon 382 Slowaken sowie jeweils zwei Russinen und Ukrainer. Ein Einwohner machte keine Angabe zur Ethnie.
359 Einwohner bekannten sich zur römisch-katholischen Kirche, 23 Einwohner zur griechisch-katholischen Kirche sowie jeweils Einwohner zu den christlichen Gemeinden und zur orthodoxen Kirche. Ein Einwohner bekannte sich zu einer anderen Konfession, ein Einwohner war konfessionslos und bei einem Einwohner wurde die Konfession nicht ermittelt.

## Bauwerke und Denkmäler
- römisch-katholische Kirche Maria vom Rosenkranz im barock-klassizistischen Stil aus dem Jahr 1892, die durch den Umbau eines älteren Sakralbaus aus dem Jahr 1767 entstand[6]

## Verkehr
Durch Vyšná Sitnica führt die Cesta III. triedy 3820 („Straße 3. Ordnung“) von Nižná Sitnica (Anschluss an die Cesta II. triedy 554 („Straße 2. Ordnung“)) heraus und weiter Ruská Poruba und Závada, wo die Straße ohne Weiterführung endet. Im Ort zweigt die Cesta III. triedy 3821 nach Rohožník ab, nördlich des Ortes hingegen die Cesta III. triedy 3822 nach Prituľany.